# Josef Walter (Turner)
Josef Walter (* 1. Dezember 1901; † Juli 1973 in Zürich) war ein Schweizer Turner.

## Karriere
Josef Walter nahm an den Olympischen Spielen 1936 in Berlin teil. Er startete an allen Geräten und konnte im Bodenturnen sowie im Mannschaftsmehrkampf die Silbermedaille gewinnen.
1932 gewann Walter die Zürcher Kunstturnertage.
Bei den Weltmeisterschaften 1934 in Budapest gewann er Gold mit der Mannschaft und Silber am Barren.